# Ultimo appello
Ultimo appello (Glory Daze) è un film statunitense del 1995 diretto da Rich Wilkes.

## Trama
Cinque amici vivono in una casa chiamata "El Rancho" mentre frequentano l'università della California a Santa Cruz. Ora che stanno per laurearsi, cercano di evitare di prendere strade separate.